# Lacinipolia columbia
Lacinipolia columbia là một loài bướm đêm trong họ Noctuidae.